# Wiesen am Hirtenborn
Koordinaten: 50° 0′ 42″ N, 7° 43′ 57″ O
Das Naturschutzgebiet Wiesen am Hirtenborn liegt auf dem Gebiet des Landkreises Mainz-Bingen in Rheinland-Pfalz. Das 253,08 ha große Naturschutzgebiet, das mit Verordnung vom 20. September 2004 unter Naturschutz gestellt wurde, erstreckt sich zwischen den Ortsgemeinden Dichtelbach im Westen und Oberheimbach im Osten. Unweit nördlich verläuft die Landesstraße L 224 und westlich weiter entfernt die A 61.

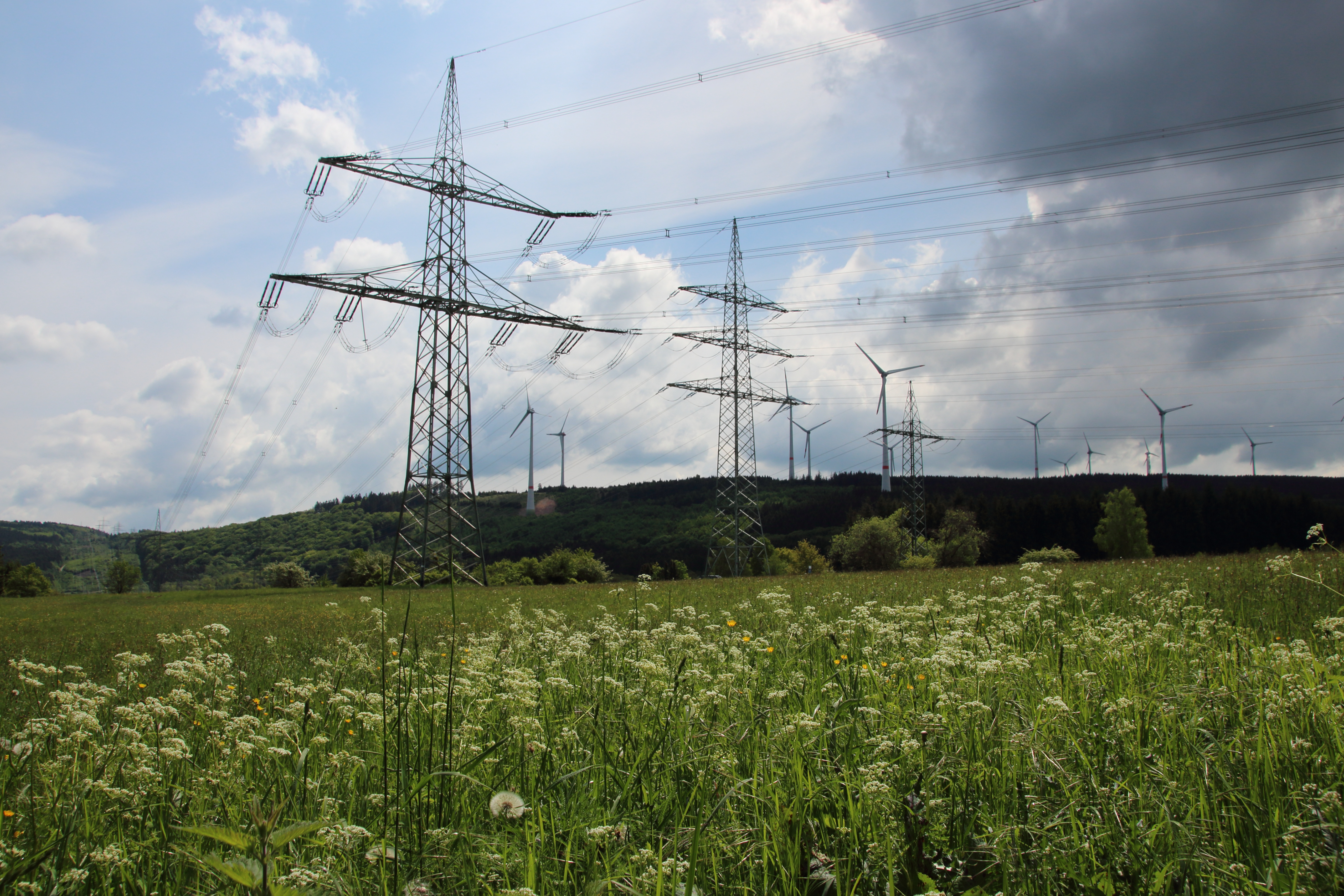
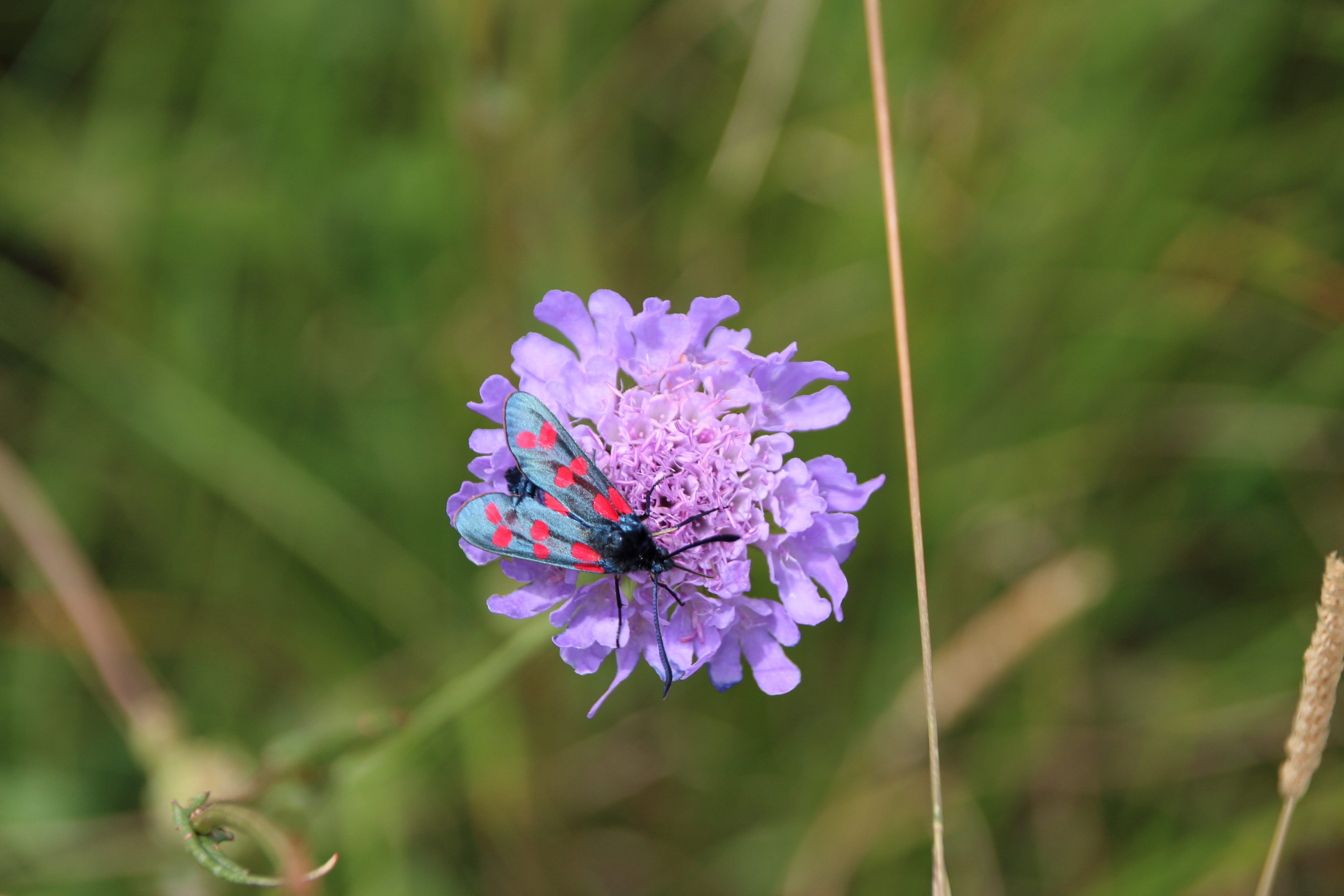
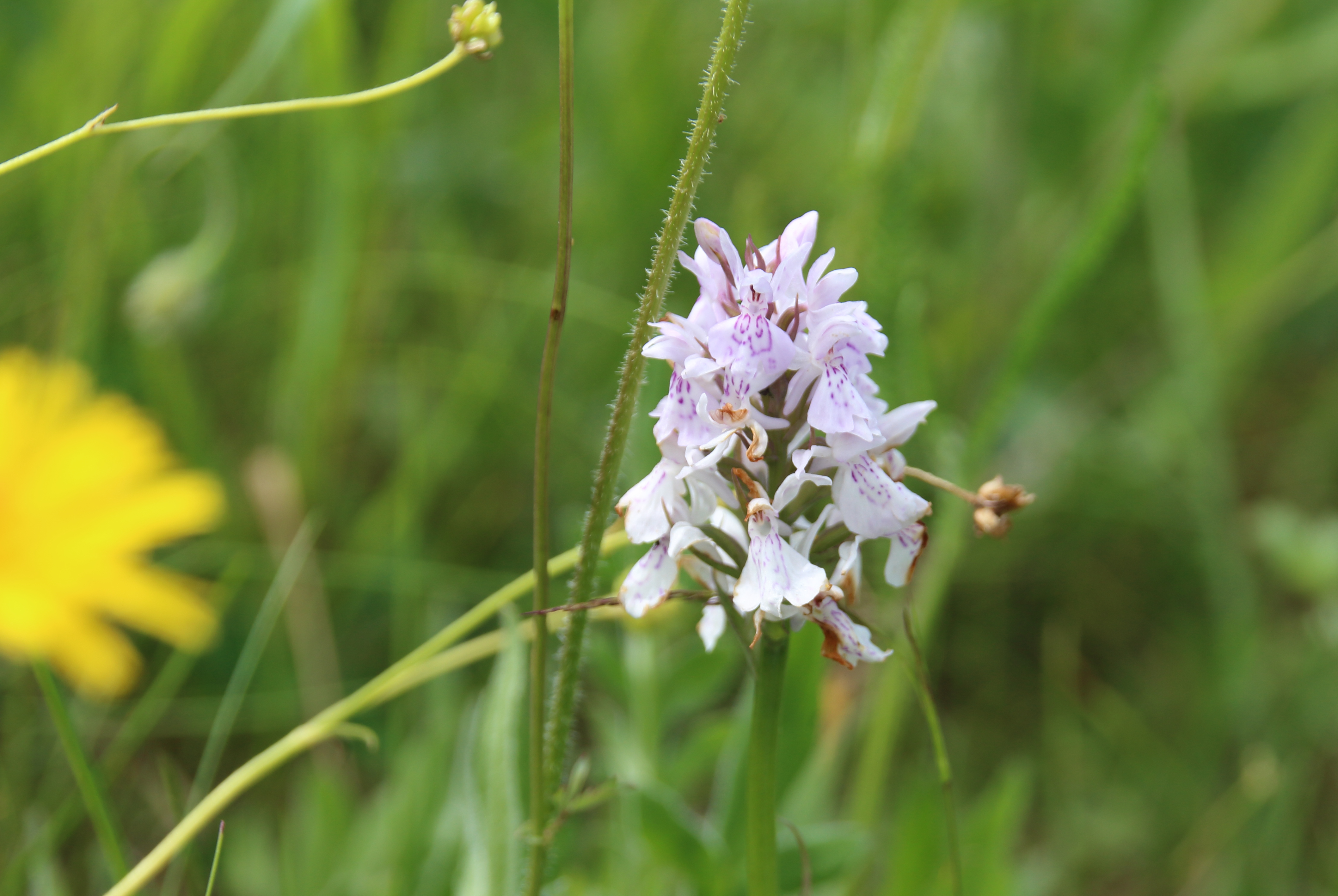
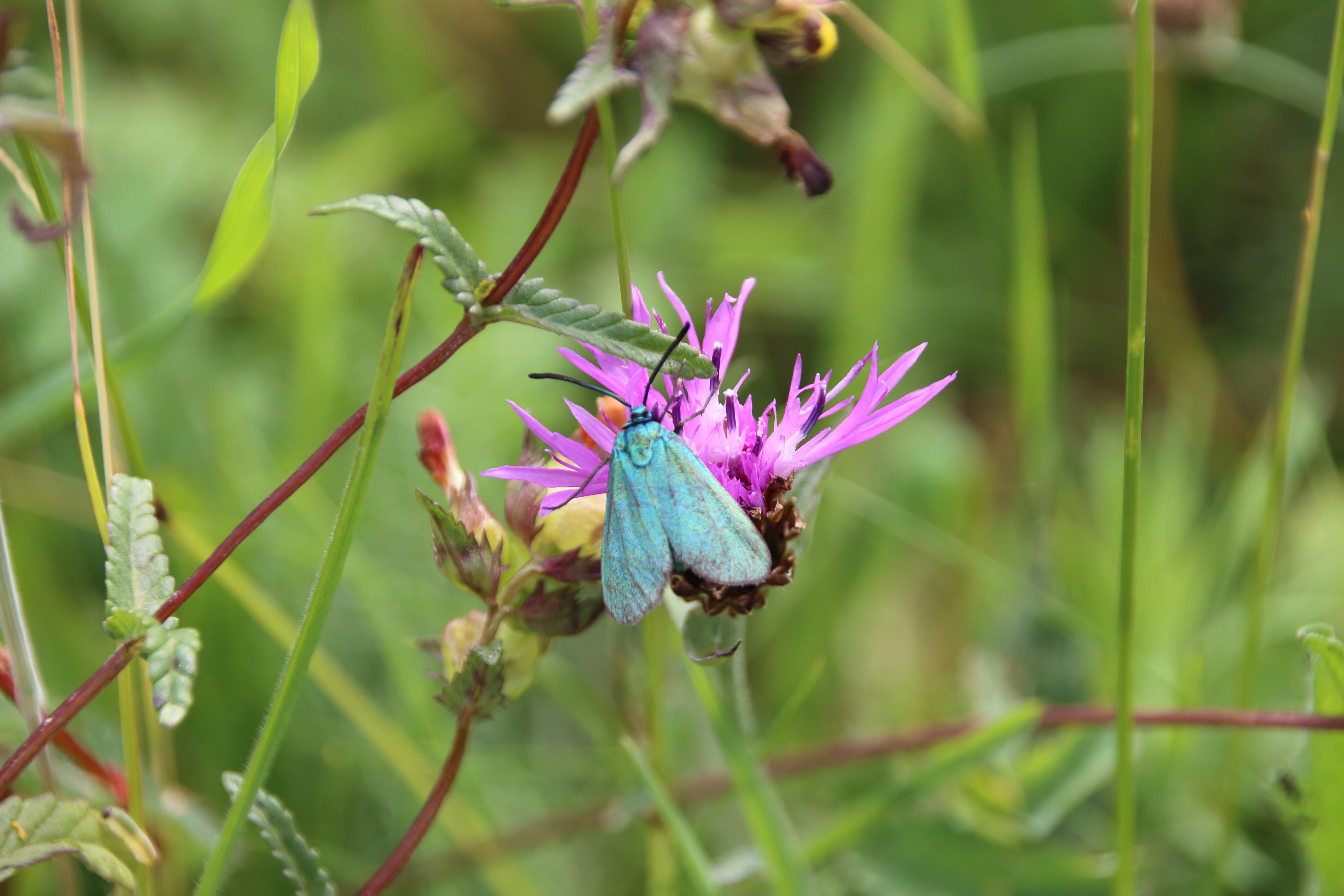
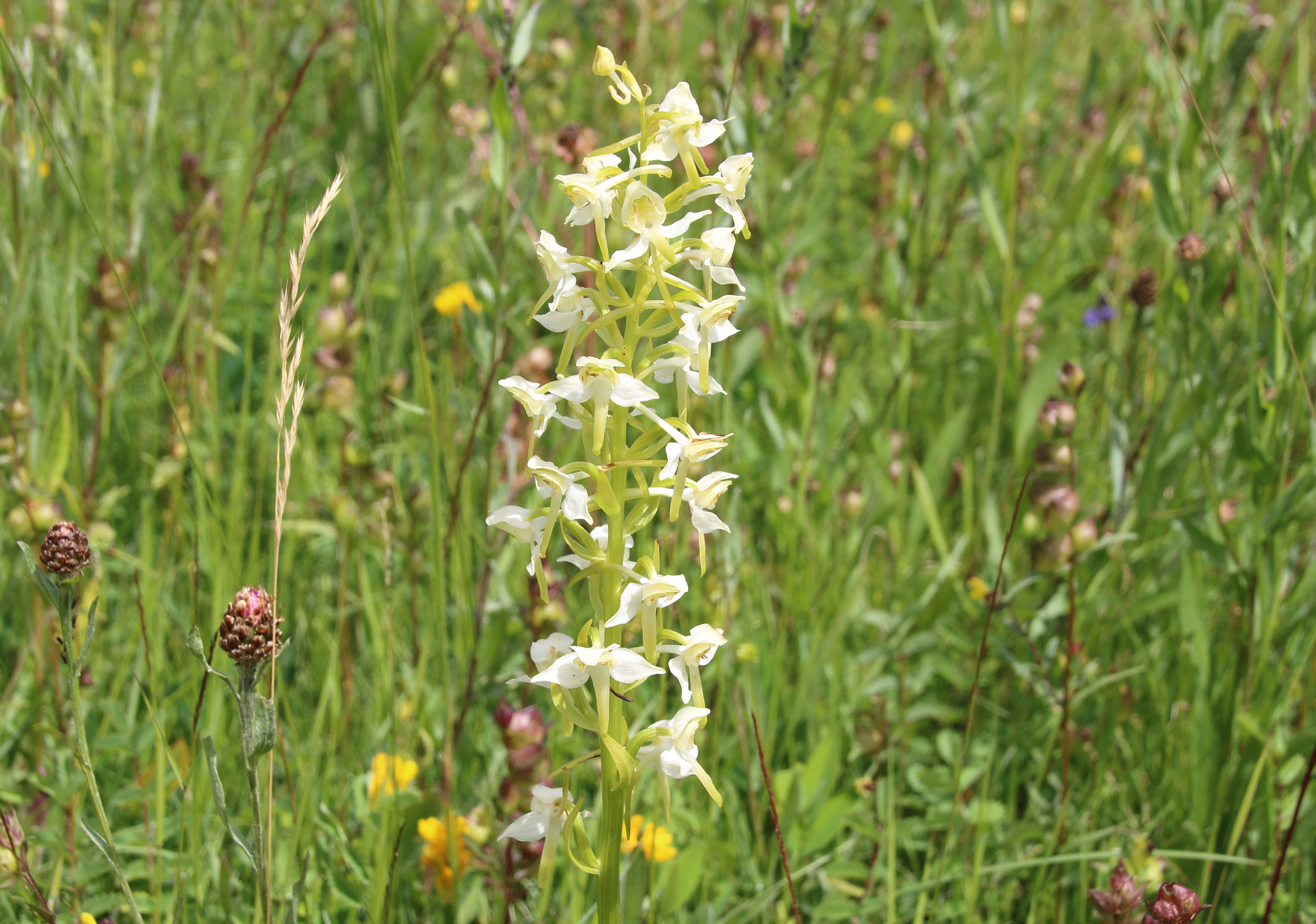